# Daniel Kahneman
Daniel Kahneman (Tel-Aviv, Mandat britànic de Palestina 1934 – 27 de març de 2024) va ser un psicòleg, economista i professor universitari israelià, de nacionalitat estatunidenca, guardonat amb el Premi del Banc de Suècia de Ciències Econòmiques en memòria d'Alfred Nobel l'any 2002.

## Biografia
Va néixer el 5 de març del 1934 a la ciutat de Tel-Aviv, ciutat que en aquells moments formava part del Mandat britànic de Palestina i que avui en dia forma part de l'estat d'Israel a Palestina. Va passar la seva infantesa a París, i es traslladà l'any 1946 de nou a Israel-Palestina, on inicià els seus estudis de psicologia i matemàtiques a la Universitat Hebrea de Jerusalem, on es graduà el 1954. Després de servir en el departament de psicologia de les Forces de Defensa d'Israel el 1958 es traslladà als Estats Units d'Amèrica, on realitzà el seu doctorat a la Universitat de Berkeley l'any 1961. En els seus darrers anys, fou professor de la Universitat de Princeton.

## Recerca econòmica
Daniel Kahneman va ser un especialista en psicologia cognitiva que va contribuir al coneixement econòmic establint, juntament amb Amos Tversky i altres col·laboradors, una base cognitiva per a entendre els errors humans freqüents causats per heurístiques i biaixos. Va desenvolupar la teoria de les perspectives (prospect theory), segons la qual els individus prenen decisions, en entorns d'incertesa, que s'aparten dels principis bàsics de la probabilitat. N'és un exemple l'aversió a la pèrdua, en què un individu prefereix no perdre una quantitat fixa de diners abans que guanyar la mateixa quantitat, cosa que suposa una asimetria en la presa de decisions.
La importància de les investigacions de Kahneman radiquen en la seva utilitat per a crear models de comportament no racionals, que s'aparten de la concepció neoclàssica de l'homo economicus i s'aproximen a la teoria keynesiana i a algunes teories del cicle econòmic.
L'any 2002, conjuntament amb Vernon Smith, fou guardonat amb el Premi del Banc de Suècia en Ciències Econòmiques en memòria d'Alfred Nobel per haver integrat aspectes de la investigació psicològica en la ciència econòmica, especialment pel que fa al judici humà i a la presa de decisions sota incertesa.